# Mainstream
Mainstream è un termine inglese usato come aggettivo in vari campi delle arti e della cultura per indicare una corrente che, in un particolare ambito culturale, è considerata più tradizionale e "convenzionale", comune e dominante, venendo quindi seguita dal più grande pubblico.
Nell'inglese statunitense indica anche una corrente o una tendenza che, in determinato ambito, beneficia di un seguito di massa, in contrapposizione alle tendenze minoritarie. Questo utilizzo del termine a volte sottende un giudizio di valore, che può essere negativo o positivo a seconda dei casi e dei contesti.

## Uso del termine
È in genere usato in vari campi della cultura e delle arti, come la musica, il cinema, la letteratura, la scienza, l'economia, il mondo dell'informazione e così via. Il significato specifico dipende dal singolo ambito e variabile può essere anche la sua connotazione in termini di valore, positiva, negativa o anche dispregiativa, a seconda del contesto. Ad esempio, in letteratura l'attributo mainstream porta con sé un giudizio di valore positivo, indicando solitamente la produzione letteraria "non di genere", raffrontata alla narrativa di genere, spesso considerata "di bassa qualità", in contrapposizione "all'alta qualità" della narrativa letteraria.
In altri campi il termine sottende una valutazione nettamente dispregiativa, come quando è usato in contrapposizione a underground, subcultura e controcultura, o a produzioni artistiche d'autore, per indicare, anche con intento spregiativo, produzioni artistiche legate a generi tipicamente di "tendenza" (come film d'azione, exploitation movie, musica pop, eccetera) o a un particolare target, mossi da motivi puramente commerciali (ad esempio, i prodotti costruiti per essere destinati a pubblici adolescenziali).

## Problema di demarcazione
Nella filosofia della scienza, mainstream si riferisce a quell'area dell'attività scientifica che non si trova più nella necessità di doversi affermare come accettata e consolidata. Nuove aree di frontiera, che sono ancora alla ricerca di una legittimazione come discipline affermate, sono in genere etichettate come protoscienza o scienza di confine. Una definizione di scienza "mainstream" in termini di "protoscienza" e "scienza di confine" può essere illustrata in base allo schema della seguente tabella:
|               |                                                          |                                 |              | Sistematizzata come definizione scientifica |
|               |                                                          | Trattato con metodo scientifico |              |                                             |
|               | Tentativo di diventare scientifica o di sembrare scienza |                                 |              |                                             |
| Superstizione | Pseudoscienza                                            | Scienza di confine              | Protoscienza | Scienza (mainstream)                        |

Per la sua attitudine ad applicare buone pratiche metodologiche, la scienza mainstream si distingue dalla pseudoscienza come problema di demarcazione mentre specifici tipi di ricerca sono smascherati come scienza spazzatura, scienza cargo cult, frode scientifica, eccetera.

## Nei vari contesti

### Antropologia
In antropologia l'uso principale del termine è riferito al gender mainstreaming, inteso come integrazione sistematica delle situazioni, delle priorità e dei bisogni rispettivi delle donne e degli uomini in tutte le politiche, misure, interventi, allo scopo di mobilitare e sensibilizzare tutte le politiche di ordine generale affinché si raggiunga la parità tenendo conto degli effetti all'atto della loro pianificazione e attuazione. Il termine combina le parole inglesi gender, che significa genere (la parola genere fa riferimento ai due sessi nelle loro relazioni sociali) e mainstream e suggerisce dinamismo, movimento e progressione verso qualche cosa, insieme a qualche cosa.
Il gender mainstreaming indica quindi una strategia composta da idee (teorie e assunti) ma anche da pratiche (decisioni e azioni) in grado di stimolare mutamenti della società. Le strategie per il gender mainstreaming enfatizzano l'attenzione sistematica ai temi di pari opportunità nelle politiche, nei programmi e nelle pratiche organizzative ed implicano cambiamenti a livello di politiche, strutture e sistemi. Le motivazioni per inserire l'ottica di genere in tutte le politiche, i programmi e le azioni (e nei processi che le sottintendono) si basano sull'assunto che uomini e donne hanno diversi bisogni, risorse, situazioni e che questa diversità influenza il modo in cui uomini e donne accedono/usufruiscono/vivono le diverse situazioni lavorative, personali, familiari, sociali.

### Letteratura
In campo letterario, mainstream assume una connotazione positiva, andando a indicare la produzione di estrazione culturale più alta, a cui si attribuisce maggior qualità, che si potrebbe descrivere entro i margini (peraltro non ben definiti) di "letteratura alta", "letteratura colta", o, anche, "letteratura d'autore".
La letteratura mainstream si definisce meglio in rapporto di contrapposizione con la produzione della cosiddetta letteratura di genere moderna, considerata di consumo, e a cui si attribuisce solitamente una bassa qualità artistica: si tratta, in quest'ultimo caso, di un fenomeno la cui genesi può essere fatta risalire almeno al romanzo gotico e le cui espressioni letterarie sono andate gradualmente cristallizzandosi entro codici di genere piuttosto ben definiti: si tratta, oltre al romanzo gotico, di generi come il romanzo storico, il poliziesco, il romanzo rosa, a cui si sono aggiunti gli apporti della produzione di consumo novecentesca, come la fantascienza, la New Age, il fantasy. Al contrario, le manifestazioni della letteratura "colta", "d'autore" ("mainstream") assumono forme variabili e dinamiche che si sottraggono a una codificazione canonica entro l'orizzonte convenzionale di un genere e sono considerate, sol per questo, manifestazioni "alte", a prescindere dalla intrinseca qualità che, d'altronde, può ben raggiungere livelli elevati anche nella moderna scrittura di genere.

### Mezzi di comunicazione
Nell'ambito delle comunicazioni, il termine mainstream identifica canali, mezzi e prodotti comunicativi più radicati e con un più ampio spettro di diffusione, che godono di un maggior grado di penetrazione nel tessuto sociale. Dal punto di vista dei contenuti e dei valori veicolati, tali mezzi di comunicazione si muovono all'interno di orizzonti di interpretazione e rappresentazione che riflettono sintonia ideologica con orientamenti ideologici definibili di "senso comune".
Sono esempi di mezzi di comunicazione mainstream le televisioni generaliste, le grandi emittenti satellitari, i network radiofonici. A questi esempi possono aggiungersi, a volte, anche alcune principali testate giornalistiche cartacee.
Rispetto all'informazione mainstream, i mezzi di comunicazione non-mainstream si configurano come "alternativi", adempiendo spesso a una funzione almeno duplice: da un lato, vi è la definizione, costruzione, rafforzamento di una dimensione sociale identitaria nella quale si riconoscono i soggetti appartenenti; dall'altro, invece, vi è l'aspirazione ad andare oltre le strategie rappresentative dei mass media "ufficiali" e a "forzare" il rapporto produttori/fruitori dell'informazione "tradizionale". L'azionamento di questa leva informativa non-mainstream non si esaurisce nella raccolta e diffusione (per gli autori) di contenuti informativi alternativi, negletti o messi a margini dall'informazione mainstream, o nella loro conoscenza (attinta dai semplici fruitori): questa sfera informativa, definibile come "cognitiva", è solo il presupposto culturale per un impegno più profondo nel tessuto sociale (mediattivismo). Da questo punto di vista, anche Internet, in determinate circostanze, nonostante la sua diffusione, può essere annoverata tra i mezzi di comunicazione alternativi, nella misura in cui riesce a dare spazio a un'informazione non ufficiale.

### Musica
Un esempio di questo uso lo si può rinvenire nel campo della musica di consumo, in cui l'espressione Musica mainstream vuole indicare la musica leggera, commerciale e di tendenza, secondo le mutevoli stagioni del costume e delle mode. Essa può comprendere quindi generi musicali che riscuotono un seguito notevole, come la musica pop e derivati, o il rock. La musica mainstream può essere classificata sotto l'etichetta della cosiddetta popular music, legata alla cultura di massa prodotta dall'industria dello spettacolo e trasmessa attraverso i canali comunicativi dei mass media.
Con il termine jazz mainstream si identifica, in genere, l'evoluzione moderna del bebop e dello swing avvenuta a partire dagli anni cinquanta.
In seguito, a seconda delle tendenze, è stato identificato con generi come l'R&B, la musica disco e dance, l'hip hop ed in generale il pop ed il rock.

### Scienza
Il mainstream, nell'ambito di una determinata disciplina scientifica o accademica, e all'interno di un determinato campo di ricerca scientifica, contraddistingue un approccio che non si discosta in maniera significativa dalle principali e consolidate scuole di pensiero e dai più accettati approcci metodologici. È il caso, ad esempio, dell'economia, in cui si parla di teorie economiche mainstream.

## Nella cultura di massa
Da un punto di vista sociologico sono definite mainstream quelle tendenze nel campo delle idee, delle preferenze, dei gusti, della moda, dei consumi, dei comportamenti collettivi o individuali, che sono seguiti dalla maggioranza delle persone e costituiscono "tendenza". In questo senso ciò che è mainstream si contrappone alle culture minoritarie.
Spesso il termine assume una connotazione negativa e viene usato anche in senso spregiativo per indicare artisti che si esprimono all'interno di generi tipicamente di "tendenza" e di massa (esempio di ciò sono i film d'azione o la musica pop), o si rivolgono a un particolare target (es. adolescenti), per motivi e interessi puramente legati alle vendite; queste manifestazioni artistiche, considerate di consumo, si contrappongono a quelle che sono appannaggio di culture underground, subculture, controculture. In questi contesti a volte si etichetta come "commerciale" un genere mainstream.